# Titaltetic
Titaltetic es una localidad del municipio de Mitontic ubicado en la región de Los Altos del estado mexicano de Chiapas.

## Geografía
La localidad se ubica a 1.9 kilómetros (en dirección noroeste) de la localidad de Mitontic, la cabecera del municipio. Se sitúa en las coordenadas geográficas 16°52′09″N 92°33′18″O / 16.869167, -92.555000, a una elevación de 2,037 metros sobre el nivel del mar.

## Demografía
Según el Conteo de Población y Vivienda 2020, efectuado por el Instituto Nacional de Estadística y Geografía, la localidad de Titaltetic tiene 1,074 habitantes, de los cuales 510 son del sexo masculino y 564 del sexo femenino. Su tasa de fecundidad es de 3.28 hijos por mujer y tiene 207 viviendas particulares habitadas.
| Gráfica de evolución demográfica de Titaltetic entre 1921 y 2020 |
|                                                                  |
| INEGI.                                                           |